# Закон об императорском доме
Зако́н об импера́торском до́ме (яп. 皇室典範 ко:сицу тэмпан, «традиционные положения об Императорском доме») — закон Японии № 3 от 16 января 1947 года, регулирующий нормы унаследования Императорского престола, систему и структуру Императорского дома, а также деятельность Совета Императорского дома Японии.

## История закона
Первая редакция Закона об Императорском доме была принята 11 февраля 1889 года, во времена существования Японской империи, согласно прямому императорскому указу. После поражения Японии во Второй мировой войне, 16 января 1947 года согласно требованиям новой Конституции Японии была утверждена вторая редакция этого Закона, так называемый Закон № 3.
Для различения двух редакций первую часто называют Бывшим Законом об Императорском доме (яп. 旧皇室典範), а вторую — Законом об Императорском доме. Последний является действительным в Японии до сих пор.
В 1949 году ко второй редакции Закона об Императорском доме была внесена поправка Законом № 134, которая оттягивала момент вступления Закона в силу до 1 июня 1949 года.

## Структура закона
Закон об Императорском доме состоит из пяти разделов и приложений, обусловивших действие Закона:
- Раздел I. Наследование Императорского Престола.
- Раздел II. Императорская семья.
- Раздел III. Регентство.
- Раздел IV. Совершеннолетие, уважительные титулы, Церемония восхождения на престол, Церемония Великого траура, Книга Императорской династии, а также мавзолеи и могилы.
- Раздел V. Совет Императорского Дома.
- Дополнительные положения.
- Дополнительное положение (Закон № 134 от 31 мая 1949 года).